# Mariä Namen (Nennslingen)
Mariä Namen ist eine römisch-katholische Filialkirche in Nennslingen, einem Markt im mittelfränkischen Landkreis Weißenburg-Gunzenhausen. Die Kirche ist nicht vom Bayerischen Landesamt für Denkmalpflege in die Bayerische Denkmalliste eingetragen worden. Die Mariä-Namen-Kirche ist seit 1960 eine Filialkirche der Pfarrei Pfraunfeld im Bistum Eichstätt.
Das Gebäude mit der postalischen Adresse Kirchweg 5 befindet sich auf einer Anhöhe außerhalb des Ortes und westlich des Ortskerns auf einer Höhe von 537 m ü. NHN.
Die durch den Eichstätter Bischof Joseph Schröffer geweihte Kirche gehört zu den jüngsten Sakralbauten im Landkreis und wurde für die als Flüchtlinge oder Heimatvertriebene zugezogenen Bewohner des hauptsächlich evangelischen Nennslingens erbaut. Die Grundsteinlegung war am 8. September 1957. Die Kirchenweihe war am 24. August 1958. Der Architekt war Walter Zischek. An der Vorderseite befindet sich ein Glasgemälde des Künstlers Emil Böhm, das die Mutter Gottes als Schutzmantelmadonna zeigt. 2002 wurde ein Volksaltar mit einer Christusdarstellung geweiht. Eine Besonderheit der Kirche ist, dass sie auf einem ovalen Grundriss erbaut wurde. 